# Саламанка (Мадрид)
Саламанка (исп. Salamanca) — городской район Мадрида под номером 4, расположенный в центре города. Граничит с городскими районами Сентро и Чамбери на западе, Чамартин — на севере, Сьюдад-Линеаль — на востоке и Ретиро — на юге.
Район получил название в честь уроженца Малаги Хосе де Саламанка-и-Майоля, маркиза де Саламанка, который организовал его строительство в XIX веке. Саламанка стал одним из важнейших коммерческих районов города, где селилась знать и богатая буржуазия и расположились роскошные магазины на улицах Серрано, Клаудио Коэльо и Ортега-и-Гассет. С 2016 года средняя стоимость квадратного метра жилья в районе Саламанка является наивысшей в Испании.

## Административное деление

Административное деление района

Район делится на 6 подрайонов (исп. barrios):
- Реколетос
- Гойя
- Фуэнте дель Берро
- Гиндалера
- Листа
- Кастельяна.

## Достопримечательности

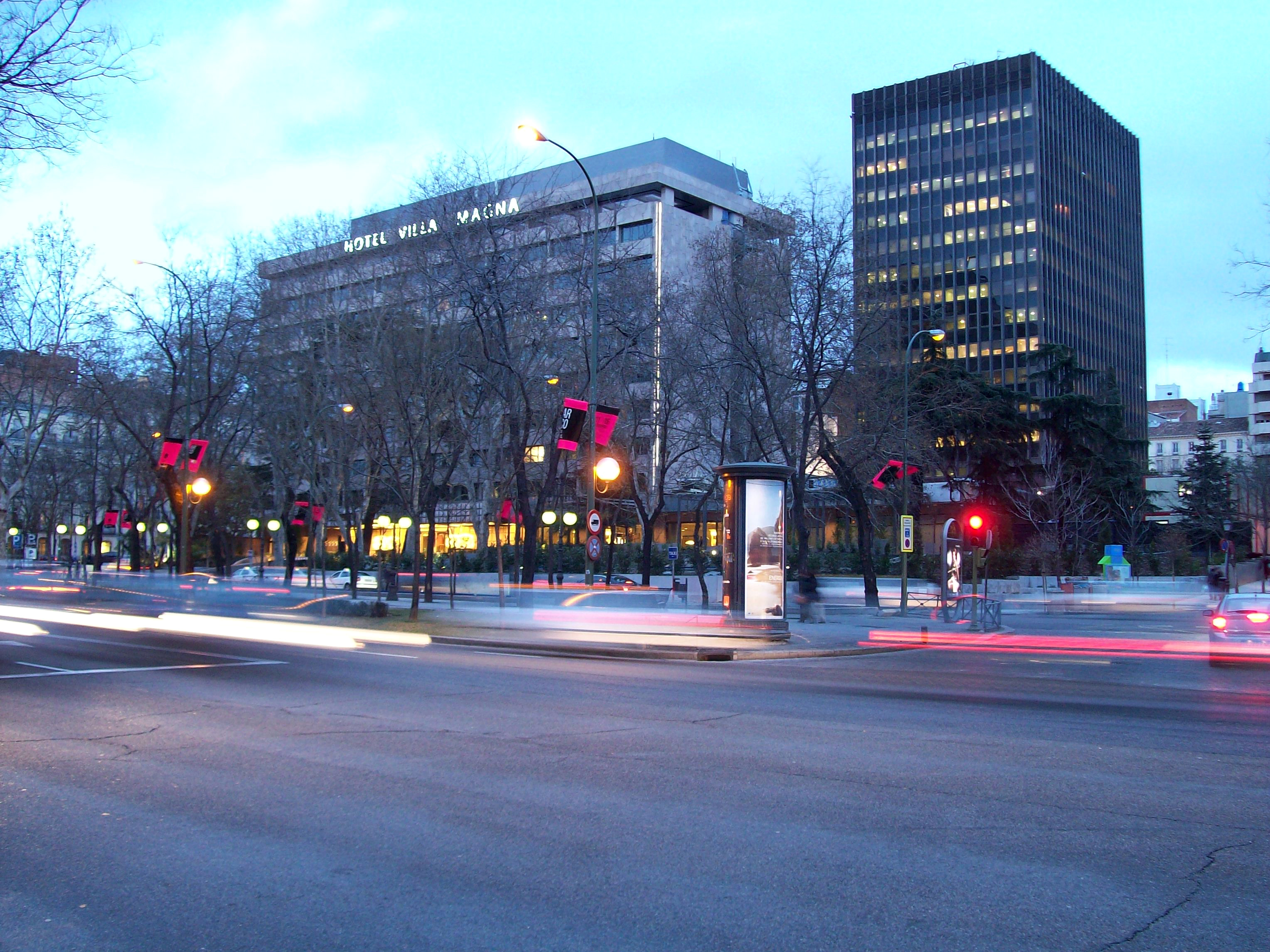
Улица Пасео де ла Кастельяна

Культурным центром района стал Археологический музей с уникальными коллекциями древности, а в Дворце спорта Barclaycard проходят соревнования мирового уровня.